# ARO
ARO (сокращённое от Auto Romania) — румынский завод по выпуску внедорожных автомобилей в городе Кымпулунг-Мусчел. 
Свой первый автомобиль — IMS-57 — выпустили в 1957 году, автомобиль был построен на базе ГАЗ-69. 
Более 90 % выпущенных автомобилей экспортировалось в более чем 100 стран. 
Обанкротился в 2006 году.

## История компании
История завода ARO началась в 1885 году, когда была создана фабрика по переработке целлюлозы, но уже в 1899 году прекратила работать, а в 1933 году была законсервирована. 
В период с 1941 по 1944 год помещения использовались как склад. 
После войны, с 1945 по 1950 год использовался для ремонта автомобилей румынских и советских войск. 
В 1953 году пытались наладить выпуск мотоциклов IMS-53, всего было выпущено 12 единиц.
С 1957 года завод начал изготавливать автозапчасти — двигатели и коробки передач, и в том же году начинается выпуск автомобилей IMS 57, M 59, ARO M 461. 
Завод обанкротился в 2006 году.
За всё время существования завода он выпустил около 380 тыс. автомобилей.
На шасси от ARO собирались российские внедорожника Derways «Cowboy» (Derways 3131), до момента банкротства компании. 

## Модели ARO

### ARO IMS

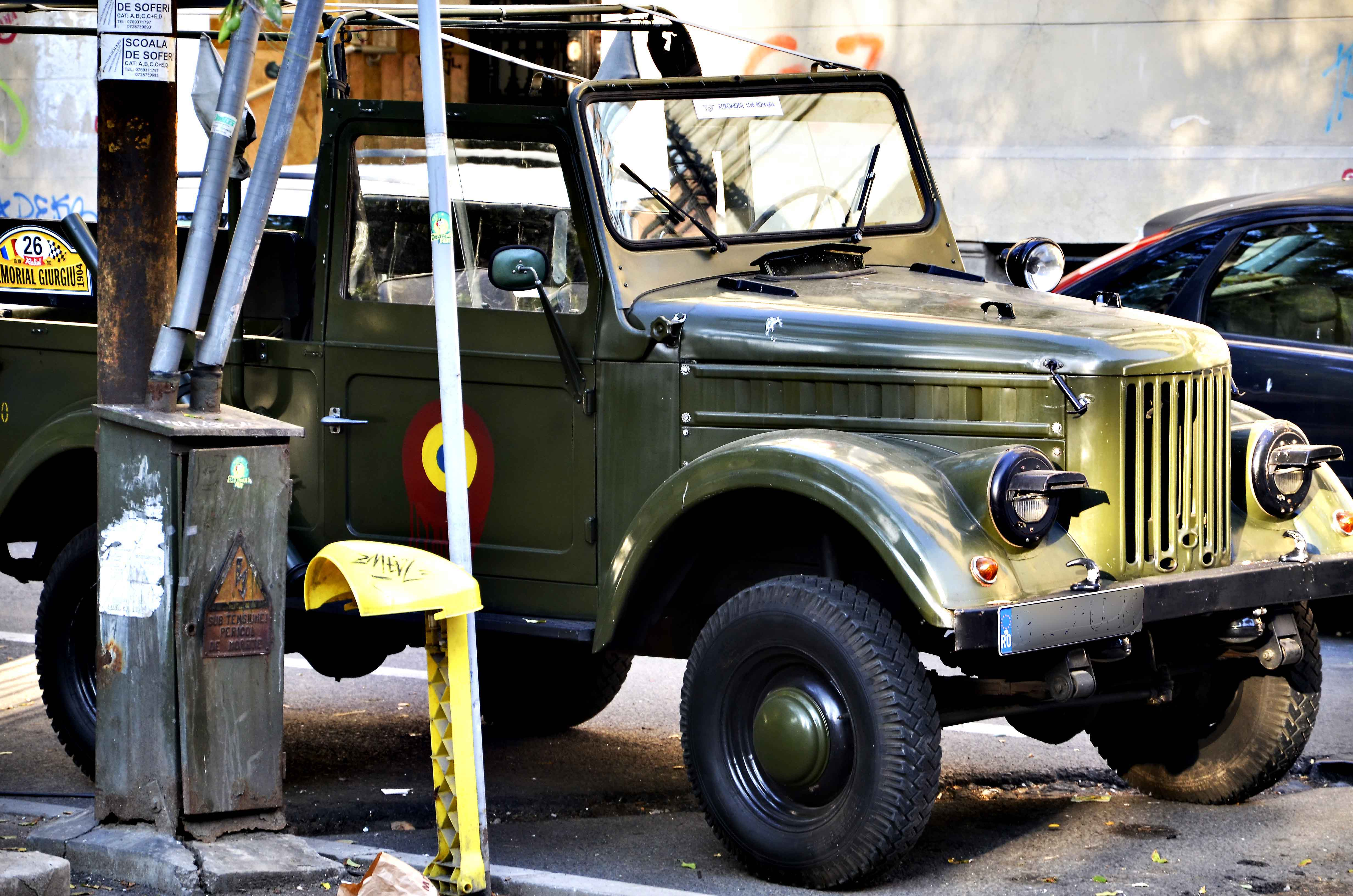
ARO M461

Автомобили семейства выпускались с 1957 по 1975 год. В основе машины лежала платформа советского внедорожника ГАЗ-69.
- IMS 57 (1957—1959) — базовая модель, бензиновый мотор 3260 см³, 50 л.с, трёхступенчатая КПП, скорость до 80 км/ч
- M 59 (1959—1964) — модификация с форсированным до 57 л.с. мотором.
- M 461 (1964—1975) — модификация с мотором M207, 2512 см³, 70 л.с, скорость до 100 км/ч
- M 473 — экспортная версия с дизельным мотором L25

### ARO 24

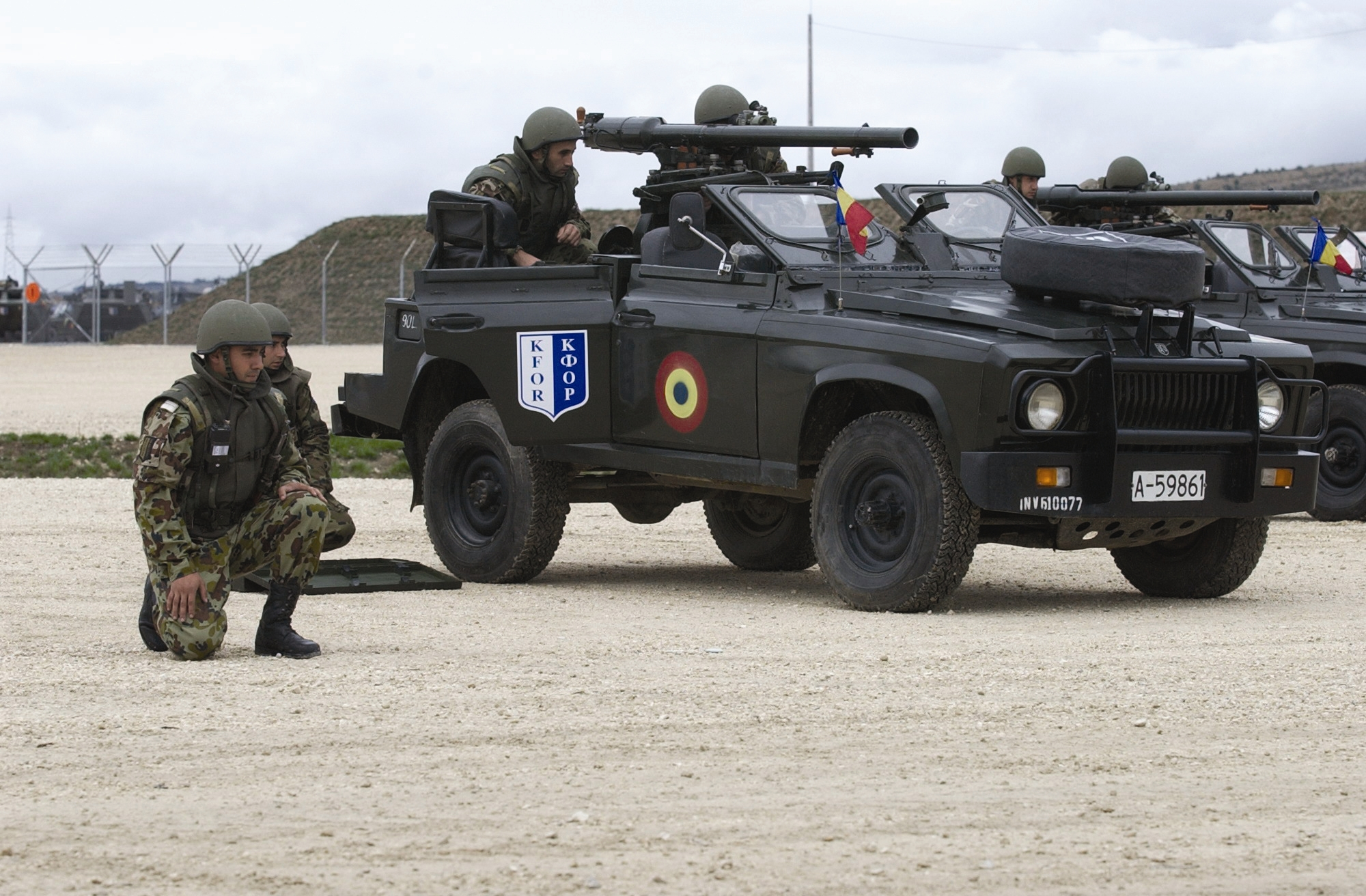
Автомобиль KFOR ARO 240 с установленной СПГ-9 и румынские военные

Автомобили семейства выпускались с 1972 по 2003 год. Являлись дальнейшим развитием ARO IMS.
- ARO 240
- ARO 243
- ARO 244
- ARO 246
- ARO 266
- ARO 328 Maxi-Taxi
- ARO 33 N
- ARO 35 S
- ARO 35 M
- ARO 243
- ARO 323
- ARO 324
- ARO 330

На основе ARO 240 в 1979 году был построен бронеавтомобиль ABI.

### ARO 10

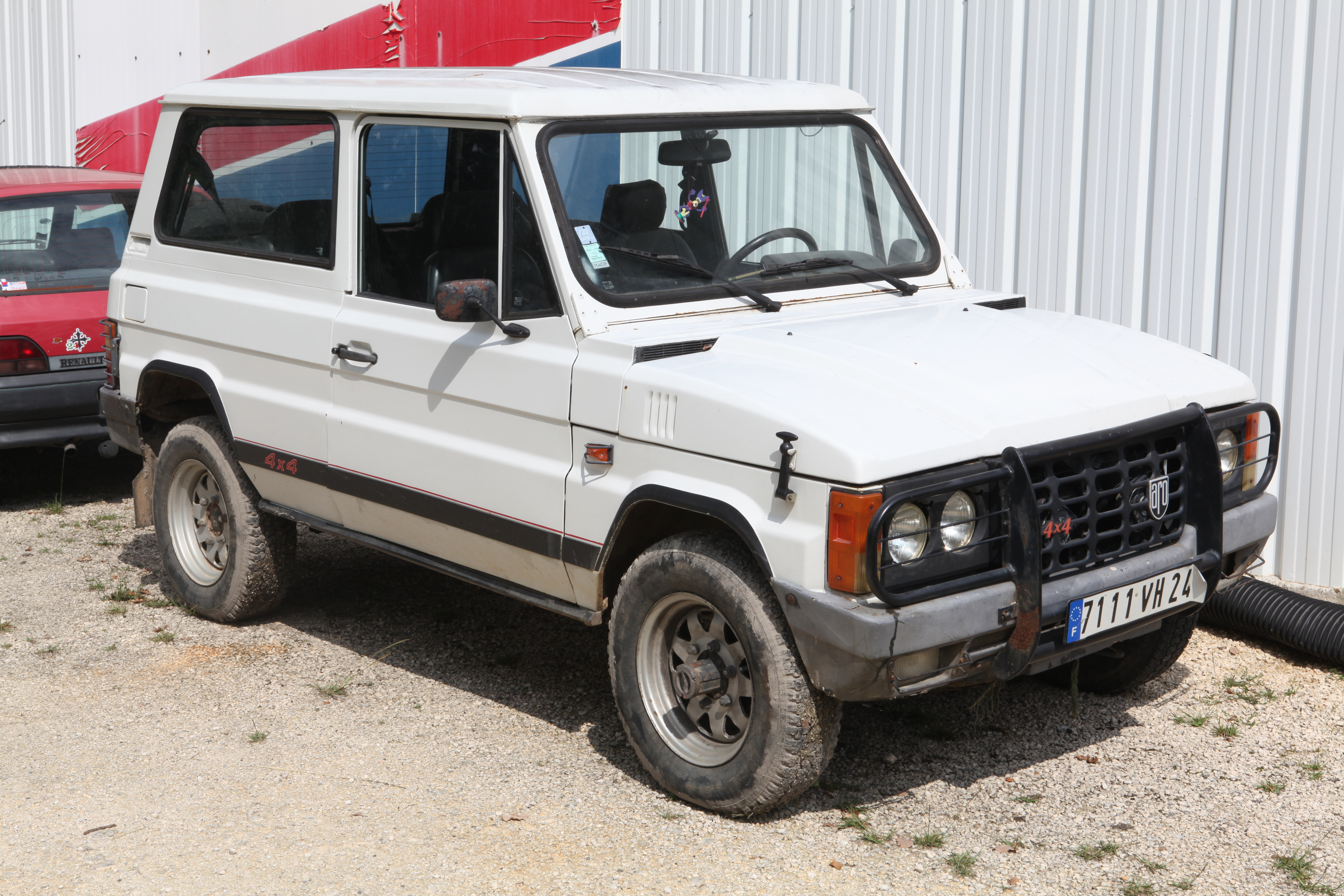
ARO 10

Автомобили семейства выпускались с 1980 по 2003 год. Использовал двигатель Dacia объёмом 1,3 л. В Англию этот автомобиль экспортировался под названием Dacia Duster, а также назывался Dacia 10 в Румынии, ARO Trapeurs во Франции и ARO Ischia в Италии.
- - ARO 10.1
  - ARO 10.4
  - ARO 10 Spartana
  - ARO 11.4
  - ARO 10.2
  - ARO 10.3
  - ARO 10.5
  - ARO 10.6 pick-up
  - ARO 10.9
  - ARO 10.0
  - ARO 11.9